# 弗里德里希·舒尔策 (神经学家)
弗里德里希·舒尔策（德語：Friedrich Schultze；1848年8月12日—1934年10月14日）是一位德国神经学家，出生于勃兰登堡州拉特诺。他因创立儿童神经学而闻名。
1871年，他在海德堡获得博士学位，随后担任病理学家尼古劳斯·弗里德赖希的助手数年。1887年，他被邀请担任多尔帕特大学的正教授，不久之后成为波恩大学医疗诊所和诊所的主任，并在那里度过了他的职业生涯。